# شرطة أفقية
الشرطة الأفقية هي علامة ترقيم تتكون من خط أفقي طويل. تشبه في مظهرها شرطة الوصل ولكنها أطول وأحيانًا أعلى من خط الأساس. وأكثر الإصدارات شيوعًا هي شرطة الوصل -، وهي أطول عمومًا من شرطة الوصل ولكنها أقصر من علامة الطرح؛ وشرطة الوصل -، وهي أطول من شرطة الوصل أو علامة الطرح؛ والخط الأفقي -، الذي يختلف طوله عبر الخطوط ولكنه يميل إلى أن يكون بين طول شرطة الوصل وشرطة الوصل.[أ]
الاستخدامات النموذجية للشرطات هي وضع علامة على فاصل في الجملة، أو لتوضيح ملاحظة توضيحية (على غرار الأقواس)، أو لإظهار فترات زمنية أو نطاقات من القيم. تُستخدم شرطة الوصل أحيانًا كحرف بادئ لتحديد مصدر النص المقتبس.